# 真言宗智山派

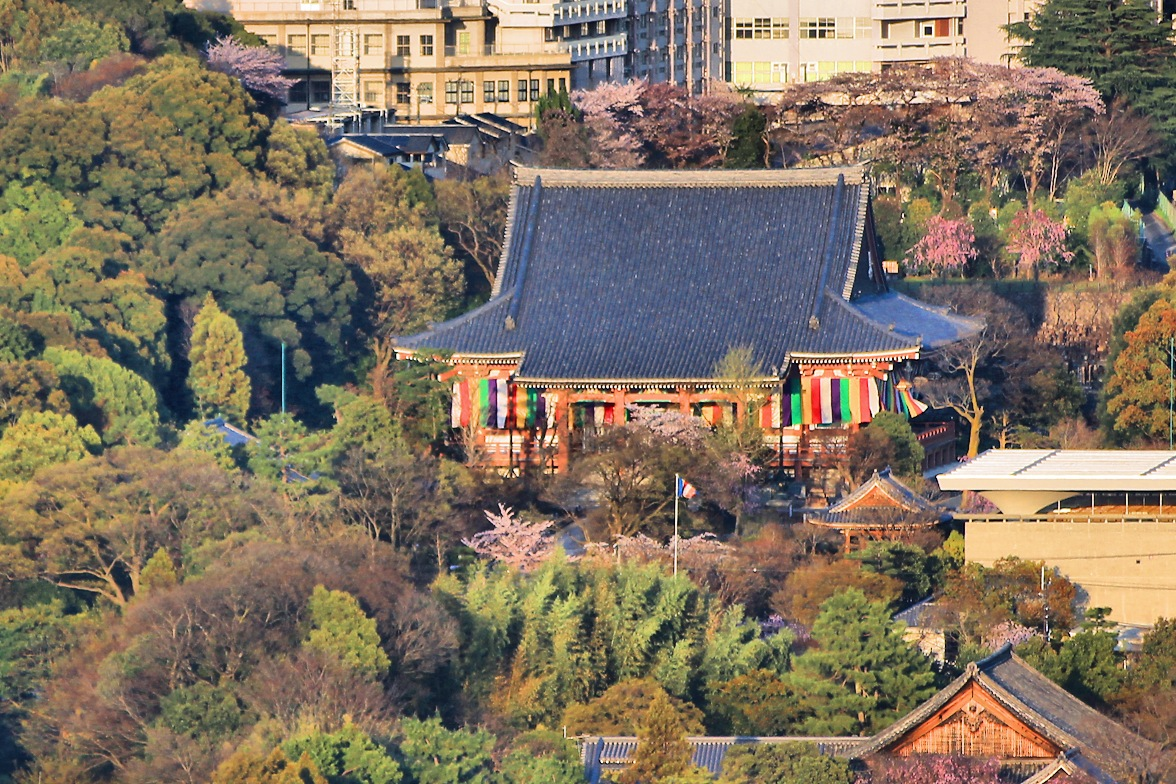
智積院 - 真言宗智山派總本山

真言宗智山派（日语：／ Shingon-shū Chisan-ha */?），是日本佛教的宗派之一，始祖是弘法大師空海，開祖是真言宗中興之祖、興教大師覺鑁（1095年－1144年）的新義真言宗的宗派之一。

## 宗紋
桔梗紋

## 本尊
- 金剛界大日如來
- 金剛界曼荼羅・胎藏曼荼羅

## 歷史
慶長6年（1601年），根來山的學頭職玄宥，獲得德川家康的許可，拜領京都東山的豐國神社付屬寺院的土地建物，復興天正13年（1585年）紀州征伐之時被豐臣秀吉燒毀的根來山智積院，作為宗派的開端。

## 寺格

### 總本山
- 智積院（京都市東山區）

### 別院
- 愛宕藥師真福寺（東京都港區）

### 大本山
- 成田山新勝寺（成田山・千葉縣成田市）
- 川崎大師平間寺（川崎大師・神奈川縣川崎市川崎區大師町）
- 高尾山藥王院（高尾山・東京都八王子市高尾町）

### 別格本山
- 高幡不動金剛寺（高幡不動・東京都日野市）
- 大須觀音宝生院（愛知縣名古屋市中區）

#### 舊別格本山
- 十二坊上品蓮台寺（京都市北區）
- 出流山滿願寺（栃木縣栃木市）
- 赤井獄藥師常福寺（福島縣磐城市）

### 化主出身・隱居寺院
- 乙寶寺（新潟縣胎內市）
- 蓮華峰寺（新潟縣佐渡市）
- 長久寺（名古屋市東區）
- 千本釋迦堂大報恩寺（京都市上京區）
- 清和院（京都市上京區）
- 海住山寺（京都府木津川市）

## 教育機關

### 宗立教育機關
- 大正大學（東京都豐島區）
- 智山專修學院（京都市東山區）

### 宗內教育機關
- 成田山勸學院（千葉縣成田市）

## 關連團體
- 密嚴流遍照講（御詠歌）

## 設施
- 智山傳法院（東京都港區）
- 宿坊 智積院會館（京都市東山區）

## 外部連結
- 真言宗智山派 （页面存档备份，存于）